# Homoneura enderleini
Homoneura enderleini är en tvåvingeart som beskrevs av Shatalkin 1995. Homoneura enderleini ingår i släktet Homoneura och familjen lövflugor. Inga underarter finns listade i Catalogue of Life.